# Floyd B. Olson

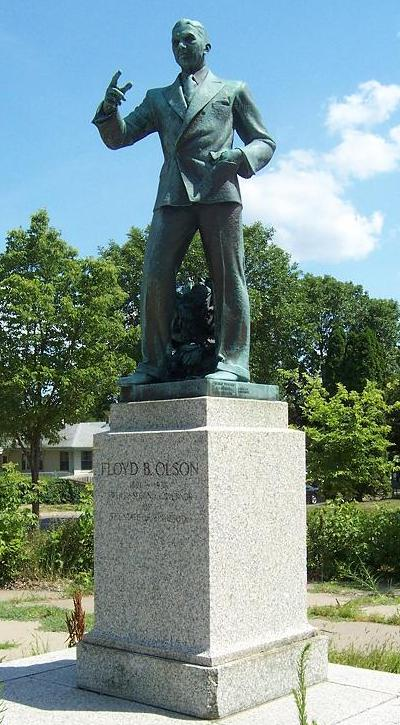
Denkmal für Floyd B. Olson in Minneapolis

Floyd Bjornstjerne Olson (* 13. November 1891 in Minneapolis, Minnesota; † 22. August 1936 in Rochester, Minnesota) war ein US-amerikanischer Politiker und von 1931 bis 1936 Gouverneur des Bundesstaates Minnesota.

## Frühe Jahre und Aufstieg
Floyd Olson besuchte die University of Minnesota und studierte dann bis 1915 am North West Law College Jura. Dazwischen verbrachte er einige Zeit in Kanada, Alaska und dem Staat Washington. Nach seiner Zulassung als Rechtsanwalt begann er in Minneapolis in diesem Beruf zu arbeiten. Zwischen 1920 und 1930 war Olson Bezirksstaatsanwalt im Hennepin County. In dieser Eigenschaft ermittelte er gegen korrupte Geschäftsleute. Eine Klage gegen den Ku-Klux-Klan brachte ihm den Respekt einer breiten Öffentlichkeit, aber auch Morddrohungen von Seiten des Klans ein. Im Jahr 1924 bewarb sich Olson erfolglos für die Demokratische Partei um einen Sitz im Repräsentantenhaus von Minnesota.
Nachdem er im Jahr 1923 einen Fall gegen die Vertreter der Arbeitgeber gewonnen hatte, wurde er den Arbeitern und Gewerkschaften sehr beliebt. Diese bildeten damals zusammen mit den Farmern in Minnesota die sogenannte Farmer-Labor Party. Diese Partei war vor allem in Minnesota aktiv und stellte zwischen 1918 und 1940 vier Gouverneure, drei US-Senatoren und acht Abgeordnete im US-Repräsentantenhaus. Später fusionierte die Partei mit den Demokraten. Seit 1944 nennt sich diese Partei Democratic-Farmer-Labor Party. Im Jahr 1924 wurde Olson zum Kandidaten der Farmer-Labor Party für die anstehende Gouverneurswahl nominiert. Bei der Wahl unterlag er gegen Theodore Christianson. Im Jahr 1928 lehnte Olson eine erneute Kandidatur ab.

## Gouverneur von Minnesota
Zwei Jahre später nahm Olson aber die Nominierung seiner Partei an. Am 4. November 1930 wurde er zum ersten Gouverneur dieser Partei gewählt. In den Jahren 1932 und 1934 wurde er jeweils bestätigt. Diese Jahre wurden von der Weltwirtschaftskrise überschattet, unter der die Arbeiter und Farmer in Minnesota schwer litten. Diese hatten ihre Hoffnungen auf Olson gesetzt, der sich aber zunächst mit einer republikanischen Mehrheit in der Legislative auseinandersetzen musste, die oft die Pläne der Regierung stoppte. Trotzdem wurden in seiner Amtszeit einige richtungsweisende Gesetze erlassen. Es wurde eine progressive Einkommensteuer verabschiedet und eine Rentenversicherung eingeführt. Im Zuge der Arbeitsbeschaffungsmaßnahmen wurden Umweltprogramme aufgestellt. Frauen im öffentlichen Dienst erhielten bei gleicher Arbeit denselben Lohn wie ihre männlichen Kollegen. Außerdem wurden ein Mindestlohn und eine Arbeitslosenversicherung gesetzlich vorgeschrieben. Der Ausbau des Straßennetzes wurde ebenfalls im Rahmen der Arbeitsbeschaffung vorangetrieben. Das, zusammen mit den Maßnahmen der Bundesregierung unter der New-Deal-Politik, führte zur allmählichen Überwindung der Krise.
Für das Jahr 1936 plante Gouverneur Olson eine Kandidatur für den US-Senat. Er erkrankte aber an Magenkrebs, dem er am 22. August 1936 im Alter 44 Jahren erlag. Er war mit Ada A. Krejci verheiratet, mit der er ein Kind hatte.